# Kérou
Kérou ist eine Stadt, ein Arrondissement und eine Kommune in Benin. Sie liegt im Département Atakora. Die Stadt hatte bei der Volkszählung im Mai 2013 eine Bevölkerung von 54.276 Menschen und die deutlich größere Kommune Kérou hatte zum selben Zeitpunkt 100.197 Einwohner.

## Bevölkerung
Bevölkerungsentwicklung:
- 1992 (Volkszählung): 21.888 Einwohner
- 2002 (Volkszählung): 34.246 Einwohner
- 2013 (Volkszählung): 54.276 Einwohner

## Städtepartnerschaften
- Gleizé